# Okan Bayülgen

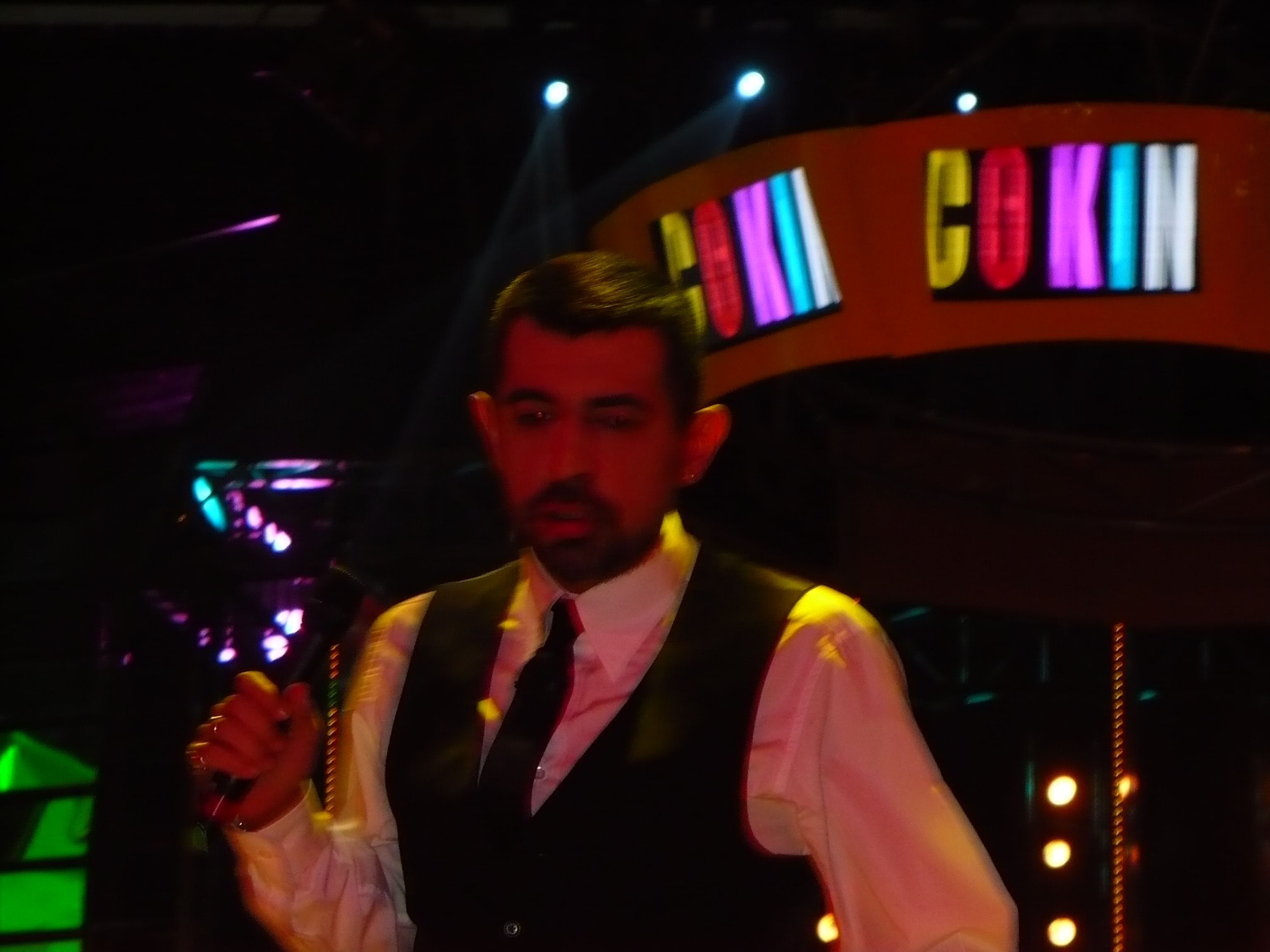
Okan Bayülgen (2009)

Okan Kaan Bayülgen, mit bürgerlichem Namen Kaan Okan Görgün (* 23. März 1964 in Istanbul), ist ein türkischer Schauspieler, Moderator, Synchronsprecher und Regisseur. Er moderierte mehrere erfolgreiche Talkshows wie Disko Kralı oder Televizyon Makinası.

## Leben
Okan Bayülgen wurde 1964 in Istanbul geboren und besuchte das dortige Galatasaray-Gymnasium. Danach ging er nach Frankreich, um Fotograf zu werden, und studierte an der Universität Tours Wirtschaft. Er brach das Studium ab und kehrte in die Türkei zurück. Dort besuchte er die Mimar Sinan Üniversitesi in Istanbul.

## Filmografie
- 1996: İstanbul Kanatlarımın Altında, (Istanbul unter meinen Flügel)
- 1997: Ağır Roman, (Der schwere Roman)
- 1999: Romantik, (Romantisch)
- 2000: Oyun Bozan, (Der Spielverderber)
- 2001: Hemşo
- 2001: Komser Şekspir, (Kommissar Shakespeare)
- 2002: Sır Çocukları, (Geheimnis Kinder)
- 2002: Gülüm (Meine Rose)
- 2006: Sınav (Die Prüfung)
- 2009: Kanalizasyon

## Diskografie

### Singles
- 1999: Ayrılık (mit Soner Arıca)
- 2000: Ağıt
- 2011: Ayı (mit Ozan Doğulu)
- 2013: Dertler İnsanı (mit Künh)
- 2013: Yalnızlar Rıhtımı (mit Model)
- 2014: Doruklara Sevdalandım (mit Niyazi Koyuncu)